# Ivana Šojat
Ivana Šojat (Osijek, 26. veljače 1971.) hrvatska je književnica i prevoditeljica. Autorica je eseja, poezije, kratkih priča, književnih prijevoda, novela i romana, od kojih je roman Unterstadt više puta nagrađivan na književnim natječajima. Odlikovana je za promicanje hrvatske kulture u zemlji i inozemstvu.

## Životopis

### Mladost i obrazovanje
Ivana Šojat je završila gimnaziju i dvije godine studija matematike i fizike na Pedagoškom fakultetu sveučilišta u Osijeku. U Domovinski rat se uključila u kolovozu 1991. kao dragovoljac, radila kao tajnica i prevoditeljica od 1992. do 1993. u Uredu Ministarstva obrane Hrvatske za odnose s UN-om i Europskom unijom. Godine 1993. se preselila u Belgiju, gdje je završila studij francuskog. Vratila se u Hrvatsku 2001. i zaposlila u Hrvatskom narodnom kazalištu (HNK) u Osijeku. Od 2003. je aktivan član Hrvatskog društva književnika (DHK).Na lokalnim izborima u Republici Hrvatskoj 2017. bila je kandidat Hrvatske demokratske zajednice (HDZ) za gradonačelnika Osijeka.

### Književni rad
Ivana Šojat piše eseje, poeziju, kratke priče, književne prijevode, novele i romane. Njeni naslovi su nagrađivani više puta na književnim natječajima, odlikovana je za promicanje hrvatske kulture i dobitnik je priznanja Grada Osijeka za književnost. Roman „Unterstadt“ je dramatiziran i režiran za kazališnu predstavu pod istim naslovom u Hrvatskom narodnom kazalištu (HNK) u Osijeku. Predstava je 2012. dobila tri nagrade: Nagradu publike za predstavu godine portala Teatar.hr, Nagradu hrvatskog glumišta za najbolju predstavu u cjelini i Nagradu hrvatskog glumišta za najbolje redateljsko ostvarenje. Dijelovi romana „Unterstadt“ su 2015. uprizoreni pod naslovom „Elza hoda kroz zidove“ u Zagrebačkom kazalištu mladih (ZKM).

Ivana Šojat prevodi s francuskoga i engleskoga jezika, a između ostalih, prevela je i knjige Amélie Nothomb, Rolanda Barthesa, Raymonda Carvera, Gaoa Xingjiana, Pat Barker, Nuruddina Faraha, Alice Sebold, Moussa Nabatija, Luca Bessona, Paula Austera i Mathiasa Énarda.
Suradnica je književnih revija: Književna revija (prijevodi: M. Couturier, R. Barthes, Lecarne), Europski glasnik (prijevodi: E. Brogniet, J.-L. Wauthier, Deblue), Mogućnosti, Književna rijeka (poglavlje vlastitog romana “Šamšiel” i poezija, te prijevod poezije belgijskog pjesnika S. Delaivea), Zarez (poezija), Quorum, Kolo, Nova Istra (vlastita poezija), Vijenac, Dubrovnik, Forum, Književna Republika, Poezija, Riječi, The Ugly Tree i Le Fram (vlastita poezija na francuskome jeziku).
Napisala je i zbirku poezije na francuskome jeziku “Saint Espoir” koja još nije objavljena, no čiji su dijelovi objavljeni u belgijskom književnom časopisu Le Fram. Književni i pjesnički krug iz Kraainema (Bruxelles) je 1999. zbirku proglasio najboljom od pristiglih rukopisa.

## Djela
- Roman Ezan, Fraktura Zagreb, 2018.
- Zbirka poezije Ljudi ne znaju šutjeti, Fraktura Zagreb, 2016.
- Kratke priče Emet i druge priče, Fraktura Zagreb, 2016.
- Roman Jom Kipur, Fraktura Zagreb, 2014.
- Roman Ničiji sinovi, Fraktura Zagreb, 2012.
- Novele Ruke Azazelove, Fraktura Zagreb, 2011.
- Roman Unterstadt, Fraktura Zagreb, 2009.
- Novele Mjesečari, Fraktura Zagreb, 2008.
- Zbirka poezije Sofija plaštevima mete samoću, V.B.Z. Zagreb, 2008.
- Eseji I past će sve maske, Alfa Zagreb, 2006.
- Kratke priče Kao pas, DHK Rijeka, 2006.
- Zbirka poezije Utvare, Solidarnost Zagreb, 2005.
- Zbirka poezije Uznesenja, Triler i DHK Rijeka, 2003.
- Roman Šamšiel, Matica hrvatska Osijek, 2002.
- Zbirka poezije Hiperbole, Hrašće Drenovci, 2000.
- Štajga ili put u maglu (2021.), roman[7][8][9]
- Zmajevi koji ne lete (2020.), roman
- Oblak čvoraka (2021.), roman

## Nagrade i priznanja
- Nagrada Ksaver Šandor Gjalski, 2010. roman Unterstadt[10]
- Fran Galović, 2010. roman Unterstadt[11]
- Josip i Ivan Kozarac,  Dani Josipa I Ivana Kozarca 2010. roman Unterstadt[12]
- Nagrada Vladimir Nazor, 2009. roman Unterstadt[13]
- Blaženi Ivan Merz, 2005. zbirka poezije Utvare[14]
- Dani Josipa i Ivana Kozarca 2002. roman Šamšiel[15]
- Red Danice hrvatske s likom Marka Marulića za promicanje hrvatske kulture u zemlji i inozemstvu, 2016.[16][17]
- Pečat Grada  Osijeka priznanje za poseban doprinos u književnosti, 2011.[18]

## Vanjske poveznice
Mrežna mjesta
- Ivana Šojat, autorov website  Arhivirana inačica izvorne stranice od 14. rujna 2017. (Wayback Machine)
- Ivana Šojat, autorov profil i knjige, izdavač Fraktura, Zagreb
- Ivana Šojat autorov profil na portalu goodreads.com
- Recenzija Unterstadt, Helena Sablić Tomić, Moderna vremena, 2010.
- Članak blog.dnevnik Unterstadt, 2016.
- Članak Ruke Azazelove u Večernjem listu, 2012.
- Članak Strahimir Primorac, Vijenac MH 438/2010  Arhivirana inačica izvorne stranice od 3. prosinca 2020. (Wayback Machine)
- Članak Andrija Tunjić, Vijenac MH 490/2012  Arhivirana inačica izvorne stranice od 4. travnja 2019. (Wayback Machine)
- Novosti vijesti.hrt, Nagrada glumišta za predstavu Unterstadt  Arhivirana inačica izvorne stranice od 24. ožujka 2019. (Wayback Machine)
- Novosti radio.hrt Vijest Šojat kandidat za gradonačenika Osijeka  Arhivirana inačica izvorne stranice od 24. ožujka 2019. (Wayback Machine)
- Nagrađeni autori na Pjesničkim susretima u Drenovcima